# Rząd Harriego Holkeriego
Rząd Harriego Holkeriego – 64. gabinet w historii Finlandii. Utworzony został 30 kwietnia 1987 po wyborach parlamentarnych w tym samym roku. Na jego czele stanął Harri Holkeri. Gabinet współtworzyły w ramach koalicji cztery ugrupowania: Partia Koalicji Narodowej (Kok.), Socjaldemokratyczna Partia Finlandii (SDP), Szwedzka Partia Ludowa (SFP) i Fińska Partia Wiejska (SMP).
Gabinet przetrwał do końca kadencji Eduskunty, w 1990 koalicję opuściła SMP. Został zastąpiony 26 kwietnia 1991 przez rząd Eska Aha z ugrupowania centrystów, które wygrało kolejne wybory parlamentarne.

## Skład rządu
- Harri Holkeri (Kok.): premier
- Kalevi Sorsa (SDP): wicepremier, minister spraw zagranicznych (do 31 stycznia 1989)
- Pertti Paasio (SDP): wicepremier, minister spraw zagranicznych (od 1 lutego 1989)
- Ilkka Kanerva (Kok.):

- minister w kancelarii premiera (do 28 sierpnia 1990)
- minister w ministerstwie finansów (od 3 lutego 1989)
- minister w ministerstwie transportu (od 28 sierpnia 1990)

- Pertti Salolainen (Kok.): minister w ministerstwie spraw zagranicznych,  minister w ministerstwie handlu i przemysłu
- Ilkka Suominen (Kok.): minister handlu i przemysłu, minister w ministerstwie spraw zagranicznych
- Matti Louekoski (SDP):

- minister sprawiedliwości (do 28 lutego 1990)
- minister finansów (od 1 marca 1990)

- Tarja Halonen (SDP):

- minister w ministerstwie spraw społecznych i zdrowia (do 28 lutego 1990)
- minister sprawiedliwości (od 1 marca 1990)

- Jarmo Rantanen (SDP): minister spraw wewnętrznych
- Erkki Liikanen (SDP):

- minister finansów (do 28 lutego 1990)
- minister w ministerstwie spraw wewnętrznych (od 8 maja 1987 do 28 lutego 1990)

- Matti Puhakka (SDP):

- minister pracy
- minister w ministerstwie spraw społecznych i zdrowia (do 31 maja 1989)
- minister w ministerstwie spraw wewnętrznych (od 1 marca 1990)

- Ole Norrback (SFP):

- minister obrony (do 13 czerwca 1990)
- minister w ministerstwie rolnictwa i leśnictwa
- minister edukacji (od 13 marca 1990)

- Elisabeth Rehn (SFP): minister obrony (od 13 czerwca 1990)
- Ulla Puolanne (Kok.): minister w ministerstwie finansów
- Christoffer Taxell (SFP): minister edukacji (do 13 czerwca 1990)
- Anna-Liisa Kasurinen (SDP):

- minister w ministerstwie edukacji
- minister w ministerstwie transportu (od 28 sierpnia 1990)

- Toivo T. Pohjala (Kok.): minister rolnictwa i leśnictwa
- Pekka Vennamo (SMP):

- minister transportu (do 30 września 1989)
- minister w ministerstwie handlu i przemysłu (do 1 września 1989)

- Raimo Vistbacka (SMP): minister transportu (od 1 października 1989 do 28 sierpnia 1990)
- Helena Pesola (Kok.): minister spraw społecznych i zdrowia (do 31 grudnia 1989)
- Mauri Miettinen (Kok.): minister spraw społecznych i zdrowia (od 1 stycznia 1990)
- Tuulikki Hämäläinen (SDP): minister w ministerstwie spraw społecznych i zdrowia (od 1 marca 1990)
- Kaj Bärlund (SDP): minister środowiska